# Bonensoep

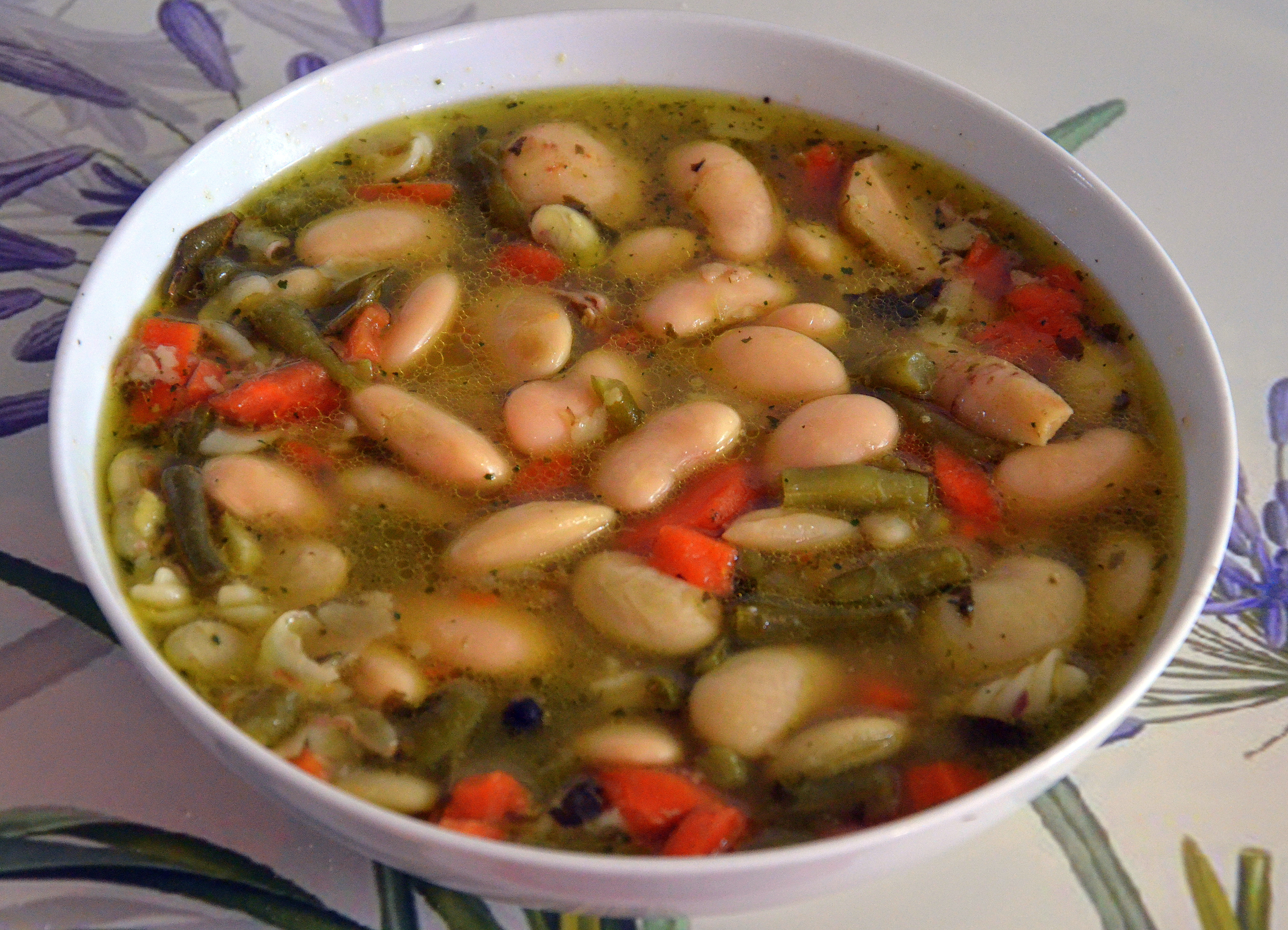
Bonensoep

Bonensoep (ook: boontjesoep) is een maaltijdsoep waarin de voornaamste ingrediënt bonen zijn. 
Vaak zijn dit bruine of witte bonen, maar soms ook kikkererwten, kapucijners. In principe is erwtensoep (snert) ook een bonensoep, maar in de Nederlandse keuken wordt dit doorgaans als zelfstandig gerecht gezien.
De basis voor bonensoep is een bouillon van rundvlees, met daarin groenten als prei, selderij, ui en natuurlijk bonen. Omdat gedroogde bonen lang moeten koken, kunnen deze het beste een nacht in een pan met water worden geweekt, of in een snelkookpan worden gekookt.Ook kan men voorgekookte bonen uit glas of blik  gebruiken.Daarnaast kan naar smaak vermicelli en rookworst worden toegevoegd.
Ook in andere kookculturen worden bonen in soep verwerkt. In Joegoslavië kent men pasulj, in Griekenland fasolada.